# Adrián San Miguel
Adrián San Miguel del Castillo (Sevilla, 3 de enero de 1987), más conocido como Adrián, es un futbolista español. Juega de portero en el Real Betis Balompié de la Primera División de España.
Comenzó su carrera en el Real Betis, debutando con el primer equipo en 2012. En 2013 fichó por el West Ham United, club donde jugó durante 7 temporadas.

## Trayectoria

### Inicios
Estudió en el colegio Altair de Sevilla, donde empezó a jugar al fútbol. Adrián jugaba de delantero y de extremo para el CD Altair a los diez años, hasta que el anterior portero dejó el club y se cambió a esa posición.

### Real Betis

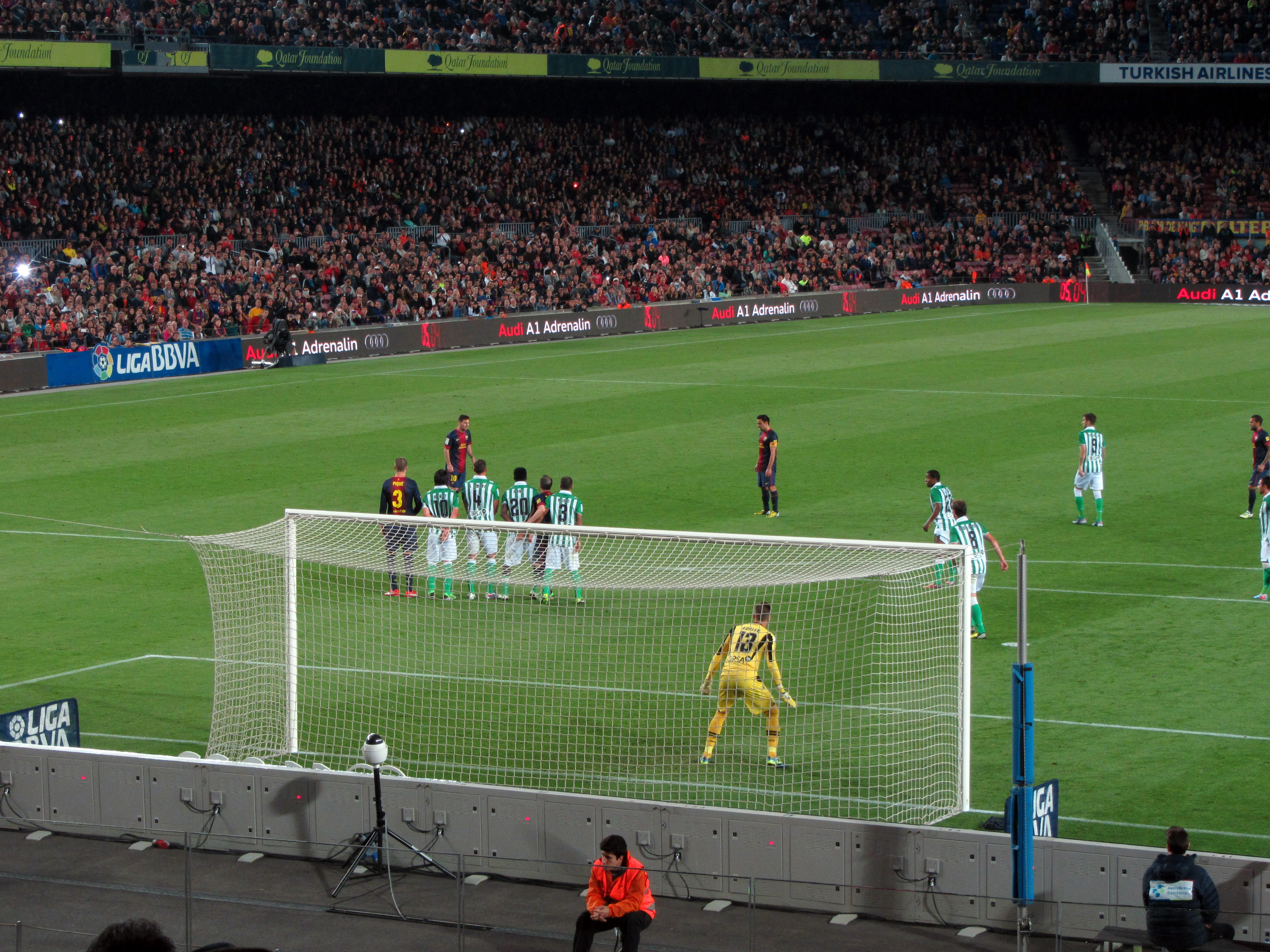
Adrián, en partido de liga entre el FC Barcelona y el Real Betis (5 de mayo de 2013).

Llegó a las categorías inferiores del Real Betis con 11 años. Adrián paso sus primeras dos temporadas en el Real Betis C, y luego cinco temporadas con el Betis B, en la por entonces Segunda División B. En 2008, con 20 años, jugó 3 partidos con el filial verdiblanco a las órdenes de José María Nogués, peleando por el puesto de titular con René. En 2009 tendría que luchar por el puesto de titular contra un fichaje: el ghanés Brimah Razak, fichado del Poli Ejido. Ese año, Adrián llegó a jugar 14 partidos con el Betis B. Al año siguiente compartió puesto otra vez con Razak, pero en esta ocasión sí le ganó la partida por la titularidad, llegando a jugar 25 partidos.
El 9 de noviembre de 2011, se le detecta una lesión que lo mantiene 6 meses de baja, en un partido contra la Asociación Deportiva Ceuta, lo que hizo que se perdiera el resto de la temporada. A pesar de ello, en la temporada siguiente, 2012-13, subió al primer equipo.
Hizo su debut con el primer equipo en un partido ante el Olympique de Marsella, en la pretemporada de 2011-12. El sábado 29 de septiembre de 2012 debutó en la primera división con el Real Betis tras salir en el minuto 10 por expulsión de Casto. En los 80 minutos que jugó, recibió 4 goles del Málaga CF, aunque su actuación fue notable. El 6 de octubre de 2012 disputó su primer partido como titular frente a la Real Sociedad en el estadio Benito Villamarín, realizando un partido brillante, dejando la portería a 0 y haciendo 3 grandes paradas. Tras ese partido se convirtió en el portero titular indiscutible para Pepe Mel para toda la temporada.

### West Ham United
Fue observado jugando con el Betis por el entrenador Sam Allardyce del West Ham United y el entrenador de porteros Martyn Margetson. En verano de 2013, terminó su contrato con el Real Betis y firmó por el West Ham United de la Premier League el 5 de junio de 2013.
Adrián debutó con los Hammers el 27 de agosto de 2013, en la victoria de local por 2-1 ante el Cheltenham Town en la Copa de la liga 2013-14. Durante el encuentro cometió una falta en el área a Jermaine McGlashan y concedió un penal para el rival, que Matt Richards anotó. Su debut en la Premier League llegó el 21 de diciembre, en la derrota por 1-3 contra el Manchester United.
El 11 de enero de 2014 consiguió su primera portería a cero, en la victoria de visita por 2-0 sobre el Cardiff City. El 6 de mayo, fue nominado por el club para el premio "salvada del año" por una atajada a Oscar contra el Chelsea en enero. Además ganó el premio "Mejor actuación individual" por ese partido y consiguió el segundo lugar en el premio "Hammer of the year", que ganó Mark Noble. Para finales de la temporada 2013-14, se convirtió en el arquero titular del West Ham, relegando a Jussi Jääskeläinen.
En la tanda de penaltis del desempate de la tercera ronda de la FA Cup contra el Everton, el 13 de enero de 2015, Adrián atajó el tiro de Steven Naismith. Entonces vendría el penal decisivo, ya que ambos equipos estaban 8-8 en la tanda de penaltis hasta que su compatriota, Joel, fallara su disparo golpeando el balón en el travesaño. A pesar de nunca tirar un penal a nivel competitivo anteriormente, tuvo la confianza de marcar y ganar el encuentro, removiendo sus guantes antes de lanzar. Los Hammers ganaron la tanda por 9-8.
Tras sus grandes actuaciones en el club londinense, en octubre de 2015, el West Ham United y el portero sevillano hicieron oficial la renovación de su contrato por dos temporadas más (pudiendo ser otras dos opcionales más), quedando ligado a los hammers como mínimo hasta 2017.
En 2016, durante un partido amistoso en honor a Mark Noble, disputado entre las leyendas del West Ham y el West Ham, Adrián marcó un gol jugando con desde su área.
Dejó el West Ham al término de la temporada 2018-19.

### Liverpool
Tras la marcha de Simon Mignolet, el 5 de agosto de 2019 fichó por el Liverpool F. C. El 14 de agosto de 2019 se proclama campeón de la Supercopa de Europa tras parar el quinto penal del Chelsea F. C. en la final a Tammy Abraham. Esa misma temporada jugó once encuentros en una Premier League que ganaron. En total estuvo cinco años en los que disputó 26 partidos.

### Regreso al Real Betis
Tras once años en el fútbol inglés, el 8 de julio de 2024 se hizo oficial su vuelta al Real Betis Balompié con el que firmó hasta 2026.

## Selección nacional
El 26 de agosto de 2016 fue uno de los elegidos en la lista de convocados de la selección española para dos amistosos, pero no llegó a debutar.

## Estadísticas

### Clubes
- Actualizado al último partido disputado el 28 de mayo de 2025.

| Real Betis Balompié "C" · España | 6.ª           | 2006-07       | 13  | 0 | —  | — | —  | — | 13  | 0 |
| Real Betis Balompié "C" · España | 6.ª           | 2007-08       | 10  | 0 | —  | — | —  | — | 10  | 0 |
| Real Betis Balompié "C" · España | Total club    | Total club    | 23  | 0 | —  | — | —  | — | 23  | 0 |
| Real Betis Balompié "B" · España | 2.ª B         | 2007-08       | 3   | 0 | —  | — | —  | — | 3   | 0 |
| Real Betis Balompié "B" · España | 2.ª B         | 2008-09       | 14  | 0 | —  | — | —  | — | 14  | 0 |
| Real Betis Balompié "B" · España | 2.ª B         | 2009-10       | 12  | 0 | —  | — | —  | — | 12  | 0 |
| Real Betis Balompié "B" · España | 2.ª B         | 2010-11       | 24  | 0 | —  | — | —  | — | 24  | 0 |
| Real Betis Balompié "B" · España | 2.ª B         | 2011-12       | 11  | 0 | —  | — | —  | — | 11  | 0 |
| Real Betis Balompié "B" · España | Total club    | Total club    | 64  | 0 | —  | — | —  | — | 64  | 0 |
| Real Betis Balompié · España | 1.ª           | 2012-13       | 32  | 0 | 0  | 0 | —  | — | 32  | 0 |
| West Ham United F. C. Inglaterra | 1.ª           | 2013-14       | 20  | 0 | 6  | 0 | —  | — | 26  | 0 |
| West Ham United F. C. Inglaterra | 1.ª           | 2014-15       | 38  | 0 | 4  | 0 | —  | — | 42  | 0 |
| West Ham United F. C. Inglaterra | 1.ª           | 2015-16       | 32  | 0 | 1  | 0 | 3  | 0 | 36  | 0 |
| West Ham United F. C. Inglaterra | 1.ª           | 2016-17       | 16  | 0 | 2  | 0 | 1  | 0 | 19  | 0 |
| West Ham United F. C. Inglaterra | 1.ª           | 2017-18       | 19  | 0 | 3  | 0 | —  | — | 22  | 0 |
| West Ham United F. C. Inglaterra | 1.ª           | 2018-19       | 0   | 0 | 5  | 0 | —  | — | 5   | 0 |
| West Ham United F. C. Inglaterra | Total club    | Total club    | 125 | 0 | 21 | 0 | 4  | 0 | 150 | 0 |
| Liverpool F. C. Inglaterra | 1.ª           | 2019-20       | 11  | 0 | 3  | 0 | 4  | 0 | 18  | 0 |
| Liverpool F. C. Inglaterra | 1.ª           | 2020-21       | 3   | 0 | 2  | 0 | 1  | 0 | 6   | 0 |
| Liverpool F. C. Inglaterra | 1.ª           | 2021-22       | 0   | 0 | 1  | 0 | 0  | 0 | 1   | 0 |
| Liverpool F. C. Inglaterra | 1.ª           | 2022-23       | 0   | 0 | 1  | 0 | 0  | 0 | 1   | 0 |
| Liverpool F. C. Inglaterra | 1.ª           | 2023-24       | 0   | 0 | 0  | 0 | 0  | 0 | 0   | 0 |
| Liverpool F. C. Inglaterra | Total club    | Total club    | 14  | 0 | 7  | 0 | 5  | 0 | 26  | 0 |
| Real Betis Balompié · España | 1.ª           | 2024-25       | 19  | 0 | 0  | 0 | 7  | 0 | 26  | 0 |
| Real Betis Balompié · España | Total club    | Total club    | 51  | 0 | 0  | 0 | 7  | 0 | 58  | 0 |
| Total carrera | Total carrera | Total carrera | 277 | 0 | 28 | 0 | 16 | 0 | 321 | 0 |
| (1) Incluye datos de la promoción de permanencia en Segunda División B (2011). (2) Incluye datos de la Copa de la Liga de Inglaterra, FA Cup y Community Shield. (3)Incluye datos de la Liga de Campeones de la UEFA, la Liga Europa de la UEFA, la Liga Conferencia de la UEFA y la Supercopa de Europa. |               |               |     |   |    |   |    |   |     |   |

## Palmarés

### Campeonatos nacionales
| Título           | Club            | País       | Año     |
| ---------------- | --------------- | ---------- | ------- |
| Premier League   | Liverpool F. C. | Inglaterra | 2019-20 |
| Copa de la Liga  | Liverpool F. C. | Inglaterra | 2021-22 |
| FA Cup           | Liverpool F. C. | Inglaterra | 2021-22 |
| Community Shield | Liverpool F. C. | Inglaterra | 2022    |
| Copa de la Liga  | Liverpool F. C. | Inglaterra | 2023-24 |

### Campeonatos internacionales
| Título                 | Club            | Sede     | Año  |
| ---------------------- | --------------- | -------- | ---- |
| Supercopa de Europa    | Liverpool F. C. | Estambul | 2019 |
| Copa Mundial de Clubes | Liverpool F. C. | Catar    | 2019 |